# Jajpurattus incertus
Jajpurattus incertus är en spindelart som beskrevs av Prószynski 1992. Jajpurattus incertus ingår i släktet Jajpurattus och familjen hoppspindlar. Inga underarter finns listade i Catalogue of Life.